# Узарски, Адольф
Адольф Узарски (нем. Adolf Uzarski, род. 14 апреля 1885 г. Рурорт, ныне Дуйсбург — ум. 14 июля 1970 г. Дюссельдорф) — немецкий писатель, художник и график.

## Жизнь и творчество
А.Узарски родился в семье коммерсанта. После окончания гимназии учился на строителя, получив диплом архитектора после окончания специализированной школы в Кёльне. Затем 2 года проработал в строительном управлении. В 1906 году он поступает в дюссельдорфскую школу прикладного искусства, где изучает книжное и графическое искусство. В 1910 он открывает в Дюссельдорфе свою графическую мастерскую. В 1911 году художник совершает путешествие по Южной Европе и Северной Африке. Начало Первой мировой войны застало его в Париже, который Узарски успел покинуть с одним из последних поездов. В годы войны работал художником в рекламном агентстве Тица, выпускал плакаты и открытки патриотическлгл содержания. В то же время с 1915 года он придерживался антивоенных взглядов.
После окончания войны, 24 февраля 1919 года А.Узарски, вместе с художником Артуром Кауфманом и писателем Гербертом Ойленбергом, основывает творческий союз Молодой Рейнланд. Коммунист по убеждениям, Узарски участвует в 1918 году создании Союза Иммерман и в 1919 — левоориентированного Союза активистов. Узарски проводил активную работу с тем, чтобы ознакомить немецкую общественность с новейшими веяниями модернистского и экспрессионистского искусства. В 1922 году его бывший шеф и крупный коммерсант Л.Тиц предоставил Узарски помещения на 4-м этаже своего универмага в Дюссельдорфе для организации там 1-й международной выставки в универмаге Тиц. Среди прочих шедевров здесь можно было увидеть работы А.Архипенко, М.Шагала, Э.Барлаха, Дж.де Кирико, Лионеля Фейнингера, П.Пикассо, В.Лембрука, Э. Л. Кирхнера, Э.Хеккеля. В 1923 году, после художественных споров с галеристкой Иоганной Эй, Узарски покидает Молодой Рейнланд и основывает Рейнгруппу.
Так как А.Узарски был известен своей борьбой с милитаризмом, реакцией и антисемитизмом, с приходом в Германии в 1933 к власти национал-социалистов он подвергается преследованиям. Узарски был уволен из Западногерманского радио, его заявления на вступление в Имперскую палату писателей и Имперскую палату изящных искусств были отклонены; Узарски было запрещено рисовать и писать художественные произведения. В 1933—1945 годах он постоянно меняет места своего проживания. Последние годы войны художник провёл в Бельгии. После освобождения Германии от нацизма он возвращается в Дюссельдорф. Сотрудничал с журналом «Der deutsche Michel», где публиковались карикатуры Узарски. В 1950-е годы интерес к работам художника, казалось, был утерян, однако в 1967 году проходит ретроспектива его работ в берлинской Академии искусств, а в 1970, незадолго до смерти мастера, графические работы Узарски участвуют в выставке «Старые времена» в Городском музее Дюссельдорфа.
В 1908 году появляются первые плакаты работы Узарски, с 1913 года начинается его деятельность иллюстратора. В 1916—1917 годах появляется его антивоенная серия литографий Танец смерти. Ранние рисунки Узарски созданы в стиле модерн, позднее он увлекается экспрессионизмом и таким течением в искусстве, как Новая вещественность. В 1919 выходит в свет первый из 10 написанных им романов. В течение 1920-х годов он выпускает в среднем один роман в год. Наиболее известным из них является выдержавший множество переизданий «Мёппи — воспоминания одной собаки» («Möppi — Memoiren eines Hundes»), ставший своего рода частью местного дюссельдорфского фольклора. После 1945 года А.Узарски выпускает несколько книг с картинками для детей.

## Сочинения и графика
- «Tuti-Name», 12 Bl. Originalsteindruck 66 x 51,5 Düsseldorf 1919
- «Möppi», München, 1921
- «Die spanische Reise», München, 1921
- «Chamäleon. Ein Heldenbuch.», München, 1922
- «Die Reise nach Deutschland.», Potsdam, 1924
- «Tun-Kwang-pipi», Potsdam, 1924
- «Die Schandsäule von Ludwig M.», Aufzeichnungen einer Vision, 1925
- «Herr Knobloch», München, 1926
- «Die Fahrten der Mariechen Stieglitz», Düsseldorf 1927
- «Kurukallawalla», München, 1927
- «Der Fall Uzarski», München, 1928
- «Das Hotel Zum Paradies», München, 1929
- «Beinahe Weltmeister», München, 1930
- «Panoptikum», Berlin, 1955
- «Eine nachdenkliche Geschichte in 48 Bildern», Berlin, 1984
- «Lager-Schaden», Berlin, 1985